# Jean Boucherie de Migon
Jean Boucherie de Migon est un homme politique français né le 12 août 1762 à Duras (Lot-et-Garonne) et décédé le 22 juin 1852 au même lieu.

## Biographie
Maire de Duras et juge de paix, il est député de Lot-et-Garonne en 1815, pendant les Cent-Jours.

## Sources
- « Jean Boucherie de Migon », dans Adolphe Robert et Gaston Cougny, Dictionnaire des parlementaires français, Edgar Bourloton, 1889-1891 [détail de l’édition]